# Faní Halkiá
Faní Halkiá (en grec moderne : Φανή Χαλκιά, aussi romanisé Faní Khalkiá, [fa.ˈni xal.ˈkja]), née le 2 février 1979 à Larissa, est une athlète grecque. Elle a remporté le 400 m haies aux Jeux olympiques d'été de 2004 à Athènes. 
Contrôlée positive à la méthyltriénolone, un stéroide anabolisant, peu avant le début des Jeux olympiques de 2008 à Pékin, elle ne pourra pas défendre son titre.

## Palmarès

### Jeux olympiques d'été
- Jeux olympiques d'été de 2004 à Athènes ( Grèce)
  -  Médaille d’or sur 400 m haies

### Championnats du monde d'athlétisme en salle
- Championnats du monde d'athlétisme en salle de 2004 à Budapest ( Hongrie)
  - 6e sur 400 m
  - 6e en relais 4 × 400 m